# Porsche 906
La Porsche 906 ou Carrera 6 est une voiture de course du constructeur Porsche homologuée pour la route. Elle a été conçue par Ferdinand Piëch et n'a été fabriquée qu'en 1966.

## Général
À partir de 1964, Porsche participe au Championnat du monde des constructeurs avec la 904 coupé et au Championnat d’Europe des courses de côte avec la 904 Bergspyder spécialement transformée et légère. À mi-chemin de la saison 1965 du championnat de course de côte, la 904 Bergspyder était inférieure à la Ferrari Dino 206P. Afin de conserver ses chances de titre dans la catégorie des voitures de sport du Championnat d’Europe des courses de côte, un nouveau véhicule compétitif devait être développé. La nouvelle 906 Bergspyder, achevée en 1965, ne put empêcher Ludovico Scarfiotti et Ferrari de remporter le titre, mais elle fut le point de départ de la 906 coupé, entièrement redessiné sous Ferdinand Piëch.
Comme la 904, la Porsche 906 devait recevoir l’homologation pour la catégorie des voitures de sport du Championnat du monde des voitures de sport. C’est pourquoi, selon le règlement de la FIA, au moins 50 véhicules de ce type devaient être vendus. La 906 a été vendue sous le nom de Carrera 6,, parce que Peugeot avait enregistré les numéros à trois chiffres avec un zéro au milieu comme noms pour les véhicules routiers.
Les clients pouvaient acheter la voiture d’usine, homologuée pour une utilisation sur la voie publique, pour 45 000 Deutsche Mark. En raison de la forte demande, 15 unités supplémentaires ont été produites après les 50 véhicules prévus.

## Développement des modèles

### 906 Bergspyder (1965-1966)

#### Carrosserie
La 906 Bergspyder était la successeur de la 904 Bergspyder, également appelée "Kangourou" en raison de ses caractéristiques de conduite. Au lieu d’un cadre en boîte d’acier, la 906 avait un cadre tubulaire plus léger, sur lequel une carrosserie en plastique légère et aérodynamique était montée. Le cadre portait le numéro 906 010.
Le Spyder a été utilisé pour la première fois avec cette carrosserie en 1965 lors de la course de côte Ollon-Villars. L’année suivante, les développeurs ont transformé la voiture de course en coupé. Le coupé présentait déjà les éléments de design de base de la gamme 906 ultérieure tels que les porte papillon et le capot en plexiglas sur le moteur. Le poids à vide de la voiture de course légère était de 488 kg.

#### Châssis
Afin de pouvoir terminer la Bergspyder lors de la saison 1965 du championnat de course de côte, Porsche a acheté un châssis complet de Formule 1 à Lotus en Angleterre. Il s’agissait notamment des porte-roues et des jantes en alliage de 13 pouces avec verrouillage central, qui remplaçaient les jantes en acier de 15 pouces d’origine de la 904 Bergspyder, et avec des pneus mesurant 5,50/15,00-15 à l’avant et 6,00/15,00-15 à l’arrière.

#### Moteur et transmission
Le moteur huit cylindres Boxer Type 771 de 2 litres refroidi par air a été adopté de sa prédécesseur. La préparation du mélange était réalisée par un système d’injection Bosch. Deux arbres à cames entraînés par un arbre vertical par rangée de cylindres contrôlaient les soupapes. Le moteur produisait une puissance maximale de 191 kW (260 ch) à 8 800 tr/min avec un taux de compression de 10,5:1.
Avec la transmission manuelle à cinq vitesses de la 906, la voiture atteignait une vitesse de pointe d’environ 260 km/h,.

### 906 coupé (1966)

#### Carrosserie
La 906 coupé a été développée sur la base de la 906 Bergspyder. La structure tubulaire en acier n’était pas seulement un élément porteur, mais servait également de système de conduites d’huile. Dans certains tuyaux, l’huile moteur était acheminée depuis le moteur vers le refroidisseur d’huile et vice-versa pour économiser le poids qui aurait été causé par des conduites supplémentaires. Une carrosserie en plastique de conception aérodynamique a été montée au-dessus du cadre spatial tubulaire. Le coupé, qui ne mesurait que 980 mm de haut, avait un avant tiré très bas et vers l’avant, avec les phares et les clignotants intégrés derrière un panneau en plastique transparent. Sur certains modèles, de petits déflecteurs d’air étaient montés à l’avant à gauche et à droite pour réduire la pression sous le véhicule et ainsi augmenter l’adhérence.
La voiture à deux places était dotée d’un cadre tubulaire. Cette charpente, avec ses découpes de portes limitées en bas, nécessitait des portes qui s’enfonçaient loin dans le toit et qui s’ouvraient vers le haut pour pouvoir entrer. Le moteur était situé au milieu, directement derrière le cockpit et il était recouvert d’un panneau en plexiglas transparent jaune avec des fentes de ventilation, qui descendait en pente depuis le bord du toit jusqu’à l’arrière. L’arrière se terminait par une forme dite en K et pouvait être complètement ouvert vers l’arrière pour accéder au moteur et à la transmission.
Pour les pistes de course qui comprenaient de longues lignes droites et permettaient des vitesses élevées, les développeurs ont conçu une version à longue queue. Ces véhicules atteignent des vitesses de pointe plus élevées grâce à une résistance à l’air réduite par rapport au coupé standard. La version à longue queue avait un arrière allongé et un avant légèrement plus bas. La voiture de course du groupe 4 avait un poids à vide de 675 kg dans la version standard et un poids légèrement supérieur de 710 kg dans la version longue queue.

#### Châssis
Le châssis a été largement repris de la Porsche 904/6: roues suspendues individuellement sur des doubles bras transversaux inclinés et inversés et des bras oscillants à l’arrière, doubles bras transversaux à l’avant et ressorts hélicoïdaux et amortisseurs télescopiques sur toutes les roues,. De plus, les stabilisateurs avaient une épaisseur de 16 mm à l’avant et de 15 mm à l’arrière. Pour améliorer la maniabilité, les triangles et les stabilisateurs étaient fabriqués en métal au lieu de caoutchouc.
Pour des raisons de coût, les développeurs ont utilisé le système de freinage à double circuit et les pneus de la 904/6. Les freins à disque, commandés séparément dans un circuit de freinage avant et arrière, empêchent une défaillance complète des freins et permettent d’adapter l’effet de freinage aux exigences du parcours. Les roues en acier à cinq trous de 15 pouces étaient relativement lourdes et avaient une taille de 7J x 15 à l’avant avec des pneus de course 5,50/15,00-15 une taille de 9J x 15 à l’arrière avec des pneus de course 6,00/15,00-15.
Les prototypes que Porsche utilisait en course étaient plus légers que les 906 standard achetées par les clients et avaient un meilleur châssis. Certaines pièces du châssis, comme les fusées de direction, étaient fabriquées en titane léger au lieu d’acier. Les disques de frein de certaines voitures de course étaient fabriqués en béryllium très léger, ce qui réduisait le poids à vide de plusieurs kilogrammes par rapport aux disques de frein en fonte.

#### Moteur et transmission
Le moteur six cylindres Boxer Type 901/20 de 2 litres refroidi par air installé dans le modèle d’homologation était un développement ultérieur du moteur de la Porsche 911 et il avait déjà été utilisé en course dans la 904/6. Le carter moteur était fabriqué en électron léger. et les bielles sont en titane au lieu d’acier. Le volant d’inertie pesait 3,5 kg et il était environ 2,5 kg plus léger que le volant d’inertie standard. Comme pour le moteur de la version de production, les culasses étaient en alliage d’aluminium, mais elles avaient été repensées pour une utilisation en course. Les soupapes étaient plus grandes et les soupapes d’échappement étaient refroidies au sodium. Pour le système d’allumage double, les culasses ont reçu une douille supplémentaire pour la deuxième bougie par cylindre. Les deux arbres à cames avaient un calage différent de celui du modèle de production et ils étaient entraînés par une chaîne. Au total, le moteur de course était 54 kg plus léger que le moteur de la 911.
Pour la préparation du mélange, Porsche a utilisé un carburateur triple à tirage descendant de Weber pour chaque rangée de cylindres. Avec un taux de compression de 10,3:1, le moteur produisait environ 155 kW (210 ch) à 8 000 tr/min. 52 voitures ont été équipées de ce moteur.
Neuf véhicules d’usine ont reçu le moteur six cylindres Boxer de 2 litres avec un système d’injection, qui augmentait la puissance du moteur de 7 kW (10 ch) à 162 kW (220 ch) sans modifier la vitesse.
Quatre autres 906 d’usine ont reçu un moteur huit cylindres Boxer Type 771 refroidi par air, qui était déjà utilisé dans les 904/8. Le moteur avait une cylindrée de 2,2 litres avec un taux de compression de 10,2:1 et des arbres verticaux qui entraînaient les deux arbres à cames en tête par rangée de cylindres. La puissance maximale était de 198 kW (270 ch) à 8 600 tr/min.
Tous les véhicules étaient équipés d’une transmission manuelle Type 906 à cinq vitesses et d’un différentiel à glissement limité ZF. Les rapports de démultiplication peuvent être échangés selon les besoins sans démonter la boîte de vitesses.

## Histoire en course

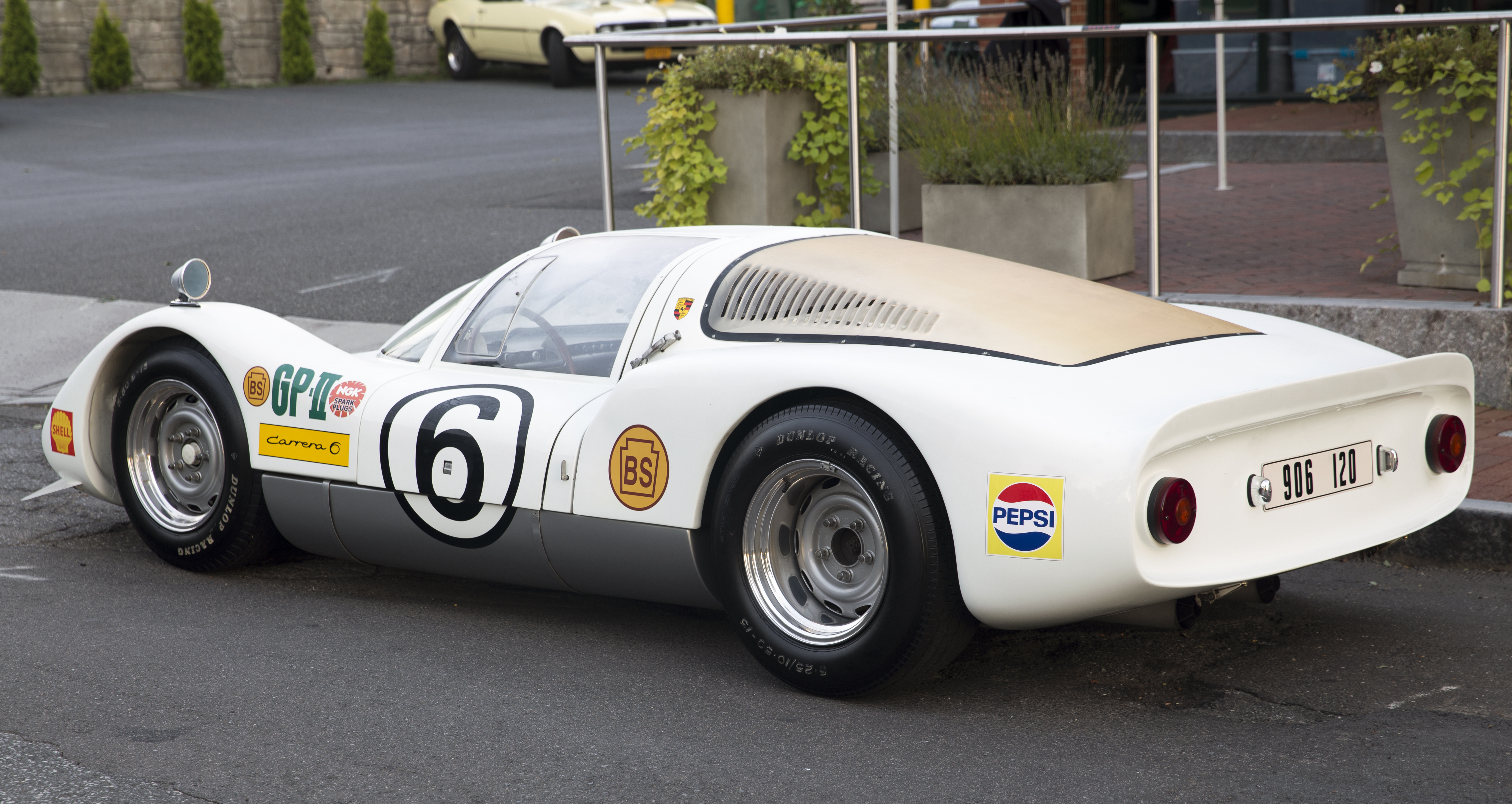
porsche 906 coupé 1966auteur Mr Chopper

### 1965: les premières missions de la Bergspyder
La 906 Bergspyder a fait sa première apparition lors de la course de côte d’Ollon-Villars en Suisse. Là, Gerhard Mitter a conduit la voiture à la deuxième place derrière la Ferrari Dino 206P de Ludovico Scarfiotti. Lors de la dernière course de la saison à Gaisberg, la Bergspyder a terminée quatrième derrière trois Porsche 904.

### 1966: victoire au Championnat d’Europe de course de côte et au Championnat du Monde des Constructeurs
Pour la saison 1966 du Championnat d’Europe de course de côte, la 906 Bergspyder a été transformée en coupé. Avec cette voiture de course et plus tard la Porsche 910 utilisée dans la montée de la Sierra Montana, Gerhard Mitter a remporté le titre de champion.
La 906 de course a démarré pour la première fois aux 24 Heures de Daytona. La voiture pilotée par Hans Herrmann et Herbert Linge a terminé sixième au classement général et a remporté la catégorie prototype 2 litres, car les 50 véhicules requis pour l’homologation de la catégorie des voitures de sport n’étaient pas encore terminés à ce moment-là.
Aux 12 Heures de Sebring, la 906 a terminé la course à la quatrième place et a remporté la victoire de sa catégorie sur sa concurrente directe, la Ferrari Dino 206S, qui a terminé cinquième. Lors de la course suivante de 1000 km à Monza, Gerhard Mitter et Hans Herrmann ont pu répéter le résultat et prendre la quatrième place au classement général.
La Porsche 906 a remporté sa première victoire au classement général à la Targa Florio. Là, l’équipe privée Scuderia Filipinetti, soutenue par Porsche, avec les deux pilotes Willy Mairesse et Herbert Müller, a pris la première place devant l’équipe d’usine Ferrari. La 906 d’usine avec les italiens Vincenzo Arena et Antonio Pucci a atteint la troisième place.
La course des 6 Heures de Spa-Francorchamps fut un échec pour Porsche, puisqu’une 906 fut endommagée pendant l’entraînement et ne put démarrer, et les deux autres véhicules abandonnèrent la course. La course a été remportée par une Ferrari 330P3 devant quatre Ford GT40. Lors de la course des 1000 km du Nürburgring, Porsche a dû s’avouer vaincu face à une Chaparral 2D et deux Ferrari Dino 206S. La 906 E, équipée d’un moteur à injection et pilotée par Bob Bondurant et Paul Hawkins, a atteint la quatrième place au classement général.
Aux 24 Heures du Mans, l’équipe d’usine Porsche a aligné pour la première fois trois versions à longue queue de la 906 aux côtés de deux 906 de course. Les voitures à longue queue ont terminé quatrième à sixième au classement général derrière trois Ford GT40. Une 906 de course a terminé septième et a complété le succès des voitures de course de 2 litres.
Au Grand Prix du Mugello, la Porsche 906 pilotée par Gerhard Koch et Jochen Neerpasch a remporté la course devant trois Alfa Romeo GTA. Porsche a remporté une nouvelle victoire au Grand Prix d’Hockenheim. En plus de diverses 906 privées, trois 906 d’usine y ont également démarré. Porsche a profité de la course pour tester les améliorations apportées aux véhicules à injection de carburant. Les voitures d’usine pilotées par Gerhard Mitter, Günter Klass et Hans Herrmann ont terminé la course de la première à la troisième place. Derrière eux, de la quatrième à la sixième place, se trouvaient trois 906 privées.
La dernière apparition de la Porsche 906 au cours de la saison 1966 a eu lieu lors de la course de 500 km sur l’Österreichring. Là, la voiture d’usine pilotée par Gerhard Mitter et Hans Herrmann a gagné devant la deuxième 906 d’usine pilotée par Joseph Siffert. Avec cette course, Porsche a conclu avec succès le Championnat du monde des constructeurs avec des victoires dans les catégories voitures de sport 2 litres et prototypes. Par la suite, les voitures de course d’usine ont été en grande partie vendues à des équipes privées. La saison suivante, l’équipe d’usine utilisait déjà la Porsche 910 comme successeur.
En 1966, dans le championnat d'Allemagne des voitures de tourisme (DARM), en plus des voitures de tourisme, les voitures de sport étaient également autorisées à participer à de nombreuses courses. Dans toutes les courses auxquelles la 906 a participé, elle a remporté la victoire finale. L’un des pilotes de 906 les plus titrés de cette saison de course était Udo Schütz, qui a remporté quatre victoires et une deuxième et une quatrième place pour l’équipe Scuderia Lufthansa. Au cours des années suivantes, les voitures de sport de 2 litres n’étaient autorisées que dans quelques courses et ne figuraient donc plus dans le DARM, à l’exception de deux courses au Hansapokal du Nürburgring en 1967 et 1969.

### 1967 à 1970: apparitions dans divers championnats
L’équipe d’usine Porsche n’a utilisé la 906 aux côtés de la 910 que lors du Championnat du monde des voitures de sport 1967, lors des courses de Sebring, Monza et Le Mans. Aux 24 Heures du Mans, Vic Elford et Ben Pon ont terminé septièmes au classement général et ont remporté la catégorie S2.0 derrière une Porsche 907 et une 910. Après cela, l’équipe d’usine n’a plus couru avec la 906.
La 906 était très populaire auprès de nombreuses équipes privées et fut utilisée avec un certain succès dans le Championnat du Monde des Constructeurs de 1967 à 1971. Au cours de la saison 1967, des équipes privées ont remporté des victoires dans la catégorie des voitures de sport de 2 litres lors des courses du Nürburgring, du Mugello, de Brands Hatch, d’Enna et de l’Österreichring. Lors de la Coppa Citta di Enna, Dieter Spoerry a conduit la 906 à longue queue à la deuxième place du classement général et lors de la course de 500 km sur l’Österreichring, William Bradley et Richard Attwood ont également conduit leur 906 coupé à la deuxième place du classement général. En 1968, les 906 privées remportèrent la victoire en catégorie S2.0 à Monza, à la Targa Florio, au Nürburgring, à Spa-Francorchamps et à Watkins Glen. Lors de la course des 6 heures de Watkins Glen, l’équipe Werner Frank a terminé quatrième avec une 906 longue queue derrière deux Ford GT40 et une Howmet TX Continental. Au cours des deux années suivantes, la 906 n’a remporté des victoires que dans les catégories voitures de sport et prototypes aux 12 heures de Sebring et aux 6 heures de Watkins Glen,.
Dans le Championnat d’Europe de course de côte, des équipes privées ont piloté la Porsche 906 de 1967 à 1968 pendant toute la saison. En 1967, Rüdi Lins remporte la Hill Climb Cup dans la catégorie des voitures de sport avec la 906. Un an plus tard, Sepp Greger remporte la coupe dans la catégorie des voitures de sport avec la 906. Au cours des deux années suivantes, des pilotes privés ont également participé à quelques courses avec une 906.
De 1967 à 1970, certains pilotes privés ont conduit la Porsche 906 dans le championnat britannique de voitures de sport. Là, la voiture devait rivaliser avec diverses voitures de sport, dont certaines avaient des moteurs plus puissants, comme la Ford GT40, la Ferrari 250 LM, la Lola T70 ou la Chevron B8. Au cours des saisons 1967 et 1969, la 906 a régulièrement atteint le top 10,,. Après la fin de la saison 1970, la 906 n’a plus été utilisée dans cette série de course, qui s’est déroulée jusqu’en 1972.
Aux États-Unis, la SCCA a accueilli le trophée Doug Revson en 1967. Dans cette série, qui n’a duré qu’une seule saison, certains pilotes privés ont pris le départ avec des 906 de course. Une Porsche 906 a remporté quatre courses sur cinq. C’est seulement au Grand Prix de St-Jovite qu’une BMW Elva a gagné devant une 906.

### 1971: les dernières courses du Championnat du Monde des Voitures de Sport
En 1971, la 906 fait ses trois dernières apparitions dans le Championnat du Monde des Voitures de Sport. Lors de la Targa Florio et de la course de 1000 km sur l’Österreichring, la voiture a obtenu la deuxième place du classement S2.0. Lors du dernier départ lors de la course des 1000 km du Nürburgring, il a abandonné après 28 tours. Après cela, la Porsche 906 n’a plus été utilisée dans les courses de championnat.

## Palmarès
La voiture est engagée dans différents championnats dès 1966 et termine sa carrière sportive en 1977 au Japon.
- Vainqueur de la Targa Florio en 1966 avec Willy Mairesse et Herbert Müller
- Vainqueur des 500 km de Zeltweg en 1966 avec Gerhard Mitter et Hans Herrmann
- Vainqueur de l'Avusrennen en 1966 avec Udo Schütz et en 1967 avec Günter Klass
- Vainqueur des 24 Heures du Mans 1966 dans la catégories P 2.0 avec Jo Siffert et Colin Davis mais aussi S 2.0 avec Günter Klass et Rolf Stommelen
- Vainqueur des 24 Heures du Mans 1967 dans la catégorie S 2.0 avec Vic Elford et Ben Pon
- Vainqueur des 1000 km de Suzuka en 1967 avec Shintaro Taki et Kenjiro Tanaka et en 1969 avec Tomohiko Tsutsumi et Jiro Yoneyama
- Vainqueur du Championnat d'Europe de la montagne dans la catégorie Voiture de tourisme en 1967 avec Rüdi Lins et en 1968 avec Sepp Greger

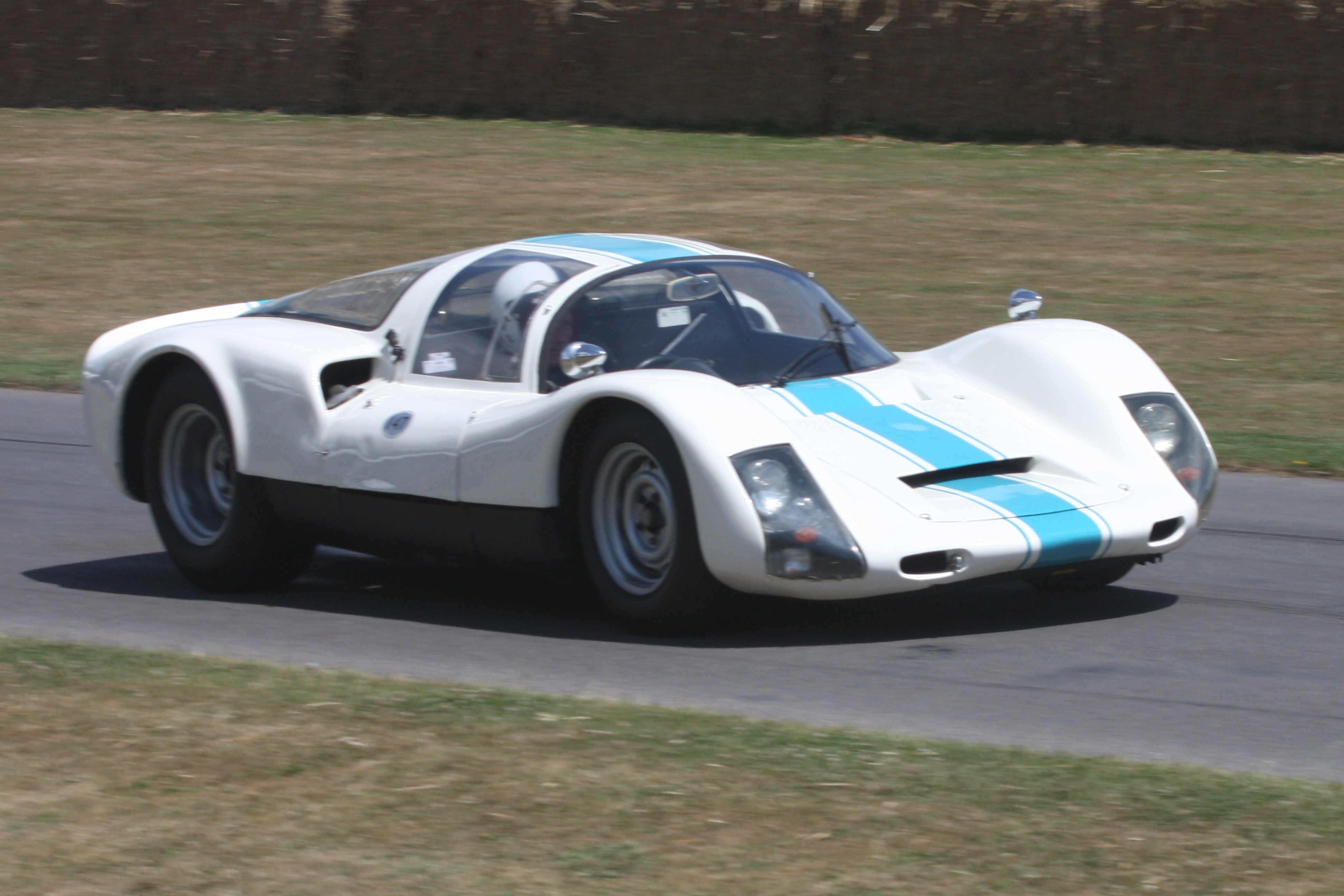
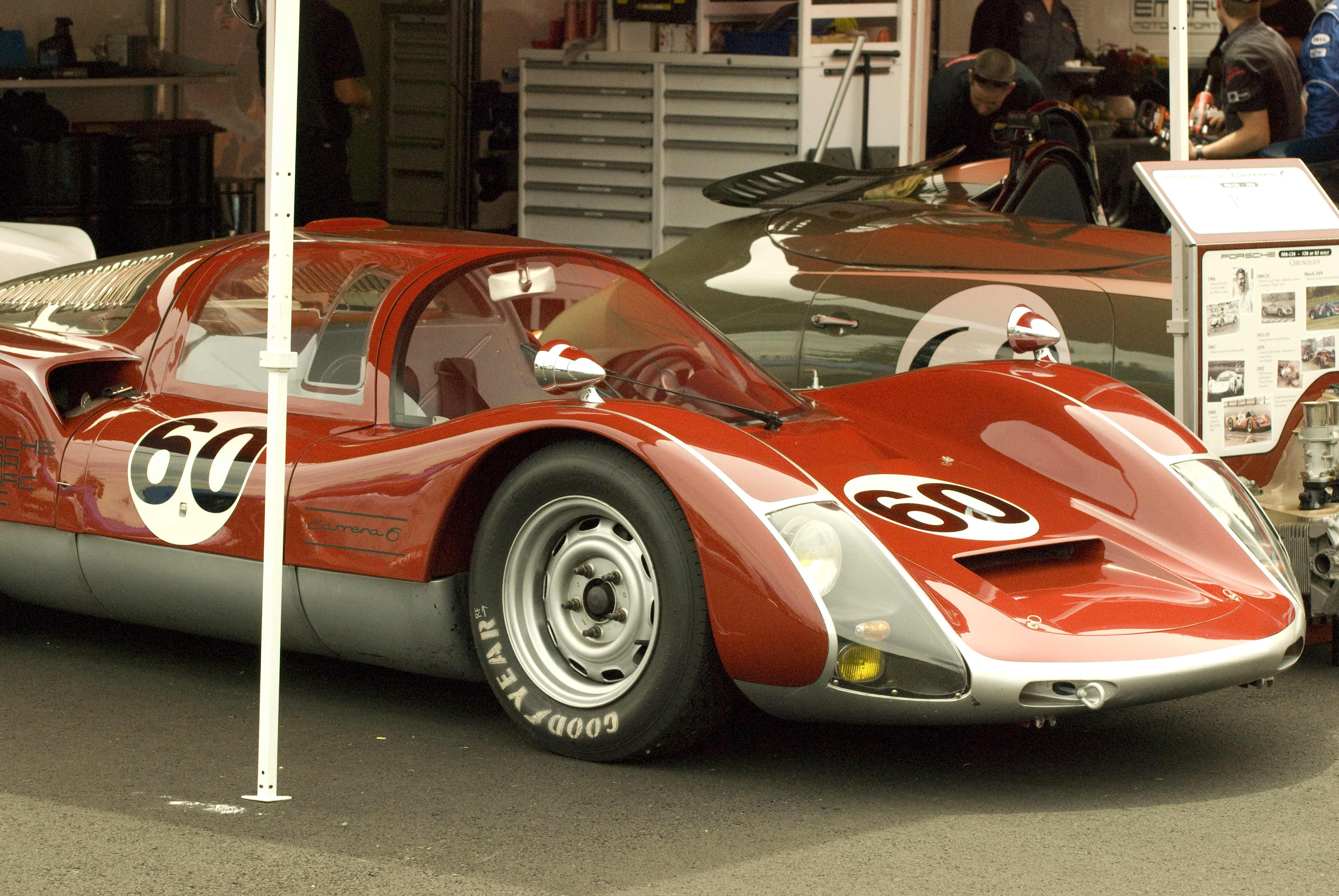
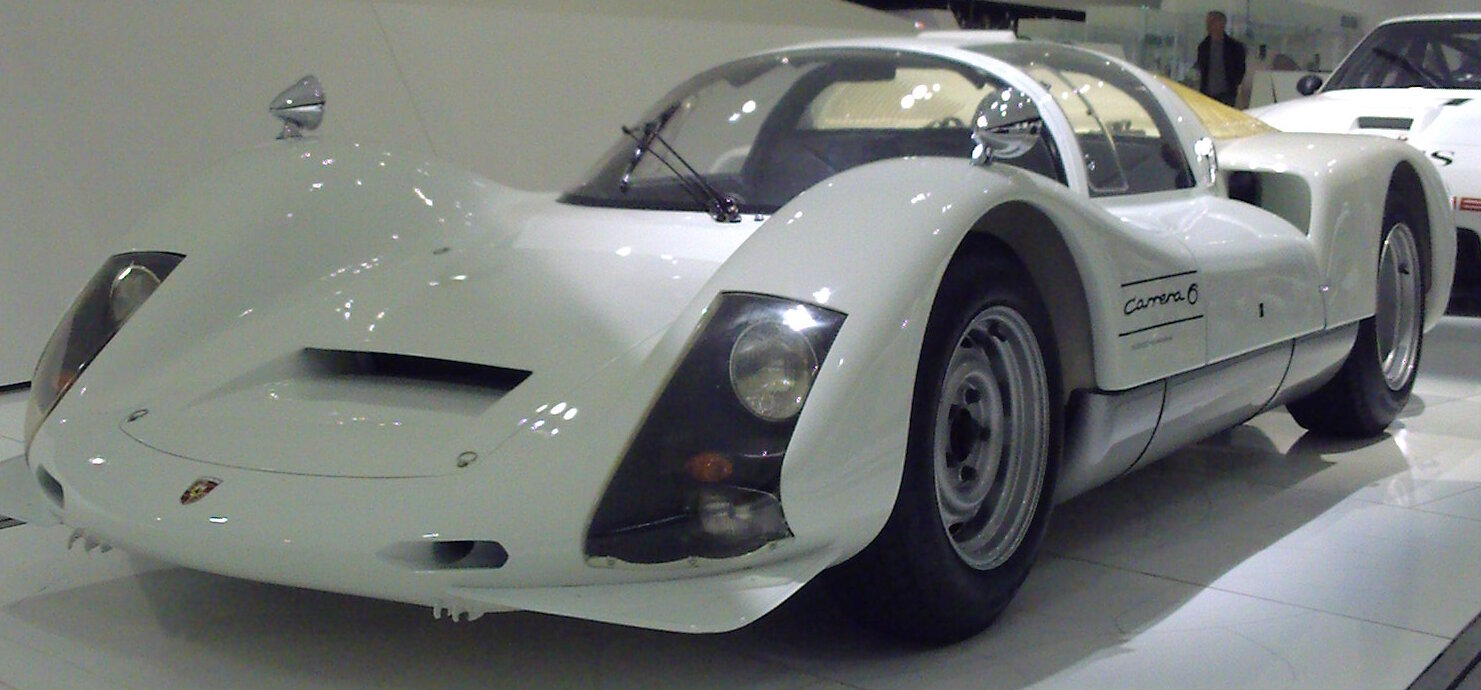
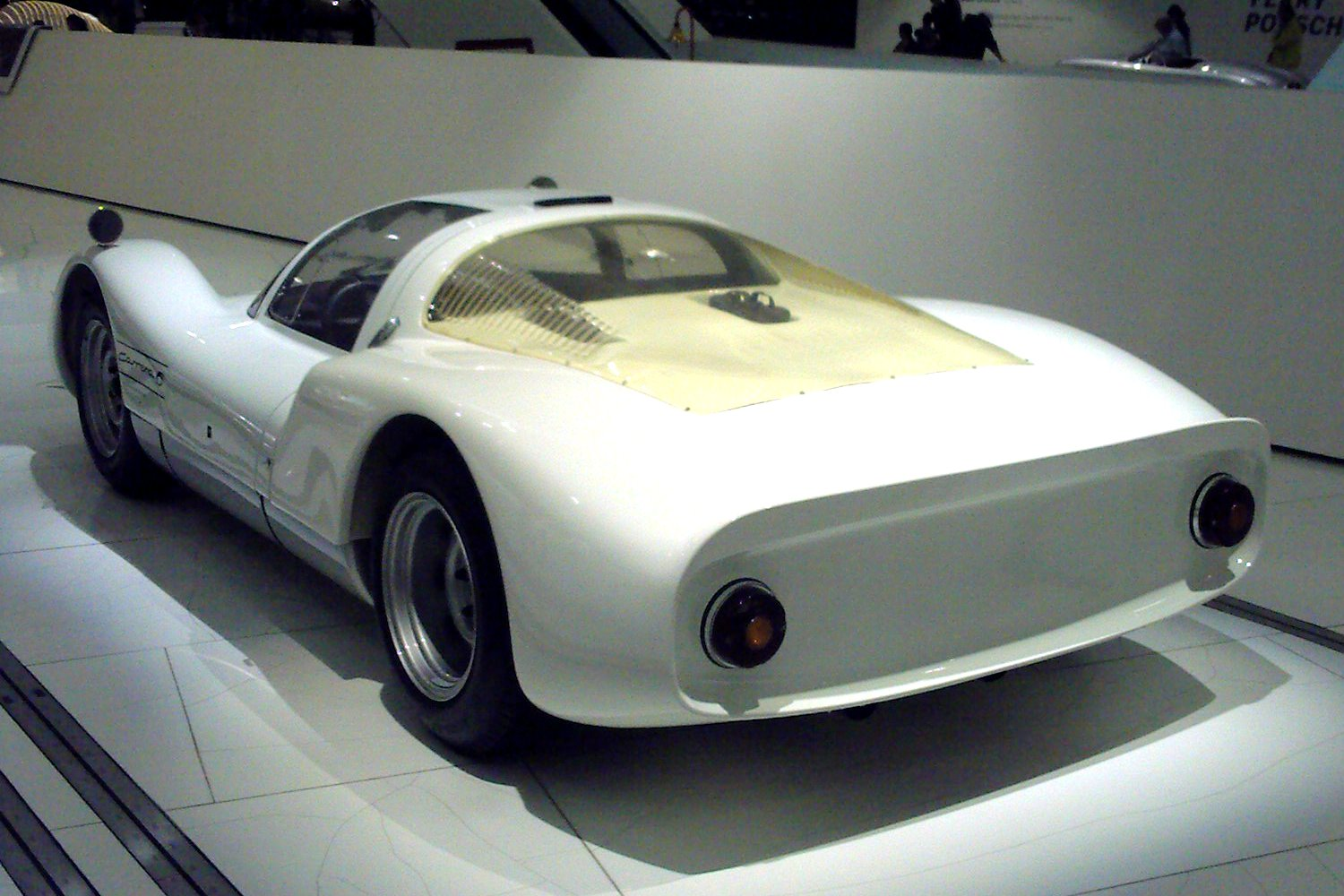